# Reguetón alternativo
El reguetón alternativo, es un subgénero del reguetón que surgió del movimiento del llamado hip hop, como una reacción del estereotipo gangsta o de fiesta que se había hecho habitual. El resultado fue un estilo musical derivado de sonidos del mundo, enraizado principalmente en la música popular latinoamericana, con una lírica reflexiva (a veces cruda) guiada por un diálogo intelectual y una suave mezcla de ritmos bailables. Entre los artistas más destacados del género se encuentran Residente, Calle 13, Tego Calderón, Vico C, Luigi 21 Plus y Arca, entre otros.

## Orígenes
El punto de partida per se del reguetón alternativo considerado por muchos es el álbum El Abayarde de Tego Calderón, que hizo su debut en 2002. La mezcla de la música folclórica puertorriqueña, conocida como bomba y plena (derivada de su ascendencia africana del municipio Loíza), y ritmos constantes de hip hop y reguetón clásico sirvieron de base para la nueva variante. El álbum se convirtió en un gran éxito, lanzando el estatus underground de Calderón al pináculo de los MCs de habla hispana.
Originado a mediados de los 2000, el reguetón alternativo fue encabezado por artistas que se oponen firmemente al mainstream, de esta corriente surgen artistas como Calle 13 y Tego Calderón, en conjunto con algunos artistas veteranos como Vico C. Sin embargo, los artistas se encontraban a menudo compitiendo y luchando por coexistir con el nuevo estilo de la época, el urban pop, la situación cambió de rumbo a principios de 2010 con la explosión de artistas con el ascenso del trap latino. Seguido a este acontecimiento, los artistas del reguetón alternativo se separaron o quedaron en la oscuridad. Aunque para 2020 hubo un resurgimiento de este género. Hoy en día, en parte debido a la gran cantidad de música distribuida en internet, artistas de reguetón alternativo pueden encontrar seguidores en audiencias lejanas.

## Desarrollo
El primer álbum de lo que se considera reguetón alternativo llegó en 2005 con el disco debut homónimo del dúo puertorriqueño Calle 13. La canción "Atrévete-te-te" se convirtió en un gran éxito en la lista Billboard Hot Latin Songs, llegando al #15. Esto ayudó al género a ganar más espacio en los medios. Los antecedentes del dúo puertorriqueño proporcionaron un nuevo enfoque para el subgénero. El productor y músico Visitante formó parte de una banda de rock en español y batucada brasileña llamada Bayanga, que ofreció un punto de vista distinto al tradicional sonido del reguetón. El artista Residente obtuvo una maestría en Bellas Artes en el Savannah College of Art and Design. El principal atractivo del álbum fue que proporcionaba algo más que solo pistas bailables, y comenzó a cuestionar la percepción interna de la identidad puertorriqueña y la aceptación de modelos extranjeros como una solución pertinente a los problemas de América Latina.
El segundo y tercer álbum de la banda han expandido aún más este ámbito creando un producto maduro que ofrece discusiones sexuales y cuestionamientos éticos. Por este motivo, la banda ha logrado éxitos críticos y ha ganado múltiples elogios, incluidos cinco premios Grammy. También se han distanciado intencionalmente de otros raperos en su apariencia mediante el uso de ropa tropical simple con colores brillantes, y pucas (un collar de amuleto de buena suerte hecho por artesanos locales) en lugar de la personalidad bling-bling derivada de los raperos estadounidenses.

## Otros exponentes
Al igual que el ala alternativa del hip hop (con artistas como Mos Def y Talib Kweli), tanto como Tego Calderón y Calle 13 han encontrado una sólida base de seguidores y éxito en la escena indie y en los escenarios principales. Aunque su contenido es deliberadamente nacionalista y completamente en español, al igual que los otros artistas alternativos, no se consideran cantantes de reguetón, sino raperos. SieteNueve causó controversia con la canción Quédate calla’o donde argumentaba que la intervención de Daddy Yankee brindando su apoyo al senador John McCain en las elecciones primarias de Estados Unidos fue inapropiado y estaba dando un mal ejemplo a los jóvenes. Otro artista asociado al subgénero es el productor Danny Fornaris, debido a su pista de protesta "Querido FBI", en la que Calle 13 escribió en honor del líder del Machetero, Filiberto Ojeda Ríos, después de que supuestamente fue asesinado por el FBI. 
También hay quienes han manifestado un empoderamiento femenino frente al sexismo de algunas canciones de reguetón clásico. Es el caso de Lapili, nombre artístico de la estilista y diseñadora Pilar Robles, quien mantiene en sus letras, de carácter feminista, una crítica social sobre la idealización del cuerpo femenino y los estereotipos físicos y tuvieron que parar de hacer el narcotráfico, el terrorismo y de la contaminación si no quieren caer en críticas.
El rapero alternativo Erik Urano ha grabado la canción "Molecular" con base de reguetón y temática de ciencia ficción.